# 아름다웠던 우리에게
《아름다웠던 우리에게》는 2020년 12월 28일부터 방영했던 카카오TV 오리지널 드라마이다. 중국의 드라마 치아문단순적소미호를 리메이크 한 작품이다.

## 개요
명랑한 여고생 신솔이와 그녀가 17년째 짝사랑하는 옆집 소꿉친구 차헌, 그리고 이들과 청춘을 함께했던 친구들의 이야기를 담은 첫사랑 소환 로맨스.

## 등장 인물

### 주요 인물
- 김요한 : 차헌 역

유일고의 얼굴천재. 여기에 한술 더 떠 머리까지 좋다. 감정표현에 서툴러 친구들에게 늘 무심한 듯 하지만 헌은 표현에 서툴 뿐, 사실 누구보다 따뜻한 마음을 갖고 있다. 헌은 솔이와 함께 등하교하며 매일같이 “좋아해”라 말하는 그녀를 자기도 모르게 조금씩 기다리기 시작한다. 그리고 우대성이 전학 온 뒤로는 솔이의 미소가 어디로 향하고 있는지, 본인이 더 신경 쓰게 되어버린다. 그렇게 헌은 뒤늦게 솔이에 대한 사랑을 깨닫고 아픈 성장통을 겪는다.
- 소주연 : 신솔이 역

소꿉친구 차헌을 따라 유일고에 입학한 상큼발랄 열일곱 여고생. 늘 덤벙거리고 실수해 손이 많이 가는 스타일이지만 쾌활하고 낙천적인 성격의 소유자로 긍정 에너지가 넘친다. 그림 그리기를 좋아하고 소질도 꽤 있는 편이다. 그래도 솔이는 그림 그리기보다 차헌을 백배 천배 더 좋아해 틈만 나면 고백한다. 헌에게 번번이 차여도 솔이는 절대 포기하지 않는다. 사랑에 있어 거침없고 한결같은, 그래서 결국 사랑받는 대단한 여자다.
- 여회현 : 우대성 역

유일고에 전학 온 수영특기생. 어렸을 때부터 각종 대회를 휩쓴 수영천재로 전학 첫날 우연히 신솔이를 만나며 흥미를 느낀다. 솔이는 볼수록 재밌고, 멋지고... 사실 꽤 귀엽다. 대성은 솔이를 “브라더~!”라 부르며 늘 그 곁을 묵묵하게 지킨다. 때로는 차헌만 바라보는 솔이 때문에 가슴이 아프지만 그래도 늘 생각했다. 솔이 너라도 첫사랑을 이뤘으면 좋겠다고, 네가 안 아프면 좋겠다고. 하지만 언젠가부터 진심으로 그녀의 옆자리가 욕심나기 시작한다.
- 조혜주 : 강하영 역

솔이의 완전 베프로 청순한 외모에 우수한 성적을 자랑한다. 별에도 관심이 많아 NASA에서 별을 연구하는 것이 꿈이다. 의리 빼면 시체에, 나쁜 일은 못 참는 불같은 성격을 가졌다. 누구보다 걸크러쉬한 소녀지만 짝사랑하는 보건 선생님 앞에서는 수줍은 소녀다. 그래서 처음엔 대수롭지 않게 생각했다. 제 옆의 장난꾸러기 진환을. 매일 농담처럼 고백하던 진환이 진지해지던 순간, 하영은 깨닫는다. 자신이 진환을 남자로 좋아하게 되어버렸음을.
- 정진환 : 정진환 역

솔이와 쿵짝이 잘 맞는, 그야말로 리얼 남자사람친구. 활발하고 쾌활하며 긍정적인 성격이다. 약한 심장을 갖고 태어나 밖에 나가 놀 수도, 운동을 즐길 수도 없었다. 그래서 노래를 통해 위로를 받았다. 진환은 항상 유행가를 따라 부르며 가수의 꿈을 키웠지만 좋아하는 하영에게는 오히려 진심을 담은 노래를 쉽게 부르지 못한다. 늘 장난스럽게 저를 좀 봐 달라며 농담처럼 말한다. 그러나 심장판막증이 재발한 후, 저도 모르게 하영에게서 뒷걸음치게 된다.

### 그 외 인물
- 양유진 : 서지수 역

차헌의 동료 의사. 여신 미모와 아재개그 센스를 겸비한 개성 넘치는 인물로, 재회한 차헌과 신솔이의 커플 매니저 역할을 한다.
- 조련 : 이찬희 역

신솔이의 엄마. 항상 딸의 연애사가 궁금한 오지라퍼, 2대째 내려오는 족발집을 운영하고 있으며, 족발 맛의 레시피는 남편에게 조차 절대 공유하지 않는 실질적 가장.
- 윤서현 : 신기헌 역

신솔이의 아빠. 딸바보이며 딸의 주변 남자들을 늘 경계한다.
- 성혜민 : 문숙희 역

유일고등학교 학생들의 담임으로, 따뜻한 속마음과 다르게 툭툭 내뱉는 말들이 가끔 매섭지만, 아이들을 진심으로 사랑하고 아끼는 츤데레 같은 인물이다.
- 김동규 : 왕세형 역

반의 분위기 메이커.
- 지화섭 : 이주환 역

유일고등학교 보건 선생님. 하영의 짝사랑 상대다. 모두에게 친절하고 다정한 성격.
- 박지원 : 오희지 역

5인방과 같은 반의 반장이자 모범생. 사랑에 있어서는 솔직하지 못하다. 신솔이와는 차헌을 두고 경쟁을 하는 라이벌 관계다.
- 유지연 : 이수진 역

희지의 가장 친한 친구이다.
- 송승환 : 시아버지 역

- 최보민 : 나미녀 역

- 권해효

- 송혜교

- 손다혜

- 김혜림

- 도휘빈

## 회차별 제목
| 2020년 | 2020년    | 2020년                     |
| 회차   | 방송일    | 부제                       |
| ------ | --------- | -------------------------- |
| 1      | 12월 28일 | 연애편지                   |
| 2      | 12월 31일 | 노래방에서                 |
| 2021년 |           |                            |
| 3      | 1월 2일   | Pick me up!                |
| 4      | 1월 4일   | 체육대회                   |
| 5      | 1월 7일   | 연극제 (feat. 애기야 가자) |
| 6      | 1월 9일   | 가지 마                    |
| 7      | 1월 11일  | 진실게임                   |
| 8      | 1월 14일  | 생일 축하해                |
| 9      | 1월 16일  | 대화가 필요해              |
| 10     | 1월 18일  | 걱정하지마.mp3             |
| 11     | 1월 21일  | 화이트 크리스마스          |
| 12     | 1월 23일  | 고백                       |
| 13     | 1월 25일  | Rain Drop                  |
| 14     | 1월 28일  | 네잎 클로버                |
| 15     | 1월 30일  | 그놈의 대학교              |
| 16     | 2월 1일   | 꿈을 모아서                |
| 17     | 2월 4일   | 첫 키스                    |
| 18     | 2월 6일   | 연애시대                   |
| 19     | 2월 8일   | 이별공식                   |
| 20     | 2월 11일  | 오랜만이야                 |
| 21     | 2월 13일  | 너의 결혼식                |
| 22     | 2월 15일  | 비긴어게인                 |
| 23     | 2월 18일  | Dear. My honey             |
| 24     | 2월 20일  | From. honey                |

## OST
다음은 오리지널 사운드트랙(OST) 싱글 앨범에 포함된 곡들이며, 정렬기준은 출시 순입니다.

### Part.1
| #            | 제목                     | 작사                                                   | 작곡                                                   | 재생 시간 |
| ------------ | ------------------------ | ------------------------------------------------------ | ------------------------------------------------------ | --------- |
| 1.           | 〈요즘 자꾸만〉 (김요한) | 크레이빈 (Cravin), ZWOO, 소리, ALOHA, 재환, 네츄럴조이 | 크레이빈 (Cravin), ZWOO, 소리, ALOHA, 재환, 네츄럴조이 | 3:26      |
| 2.           | 〈요즘 자꾸만 (Inst.)〉  |                                                        | 크레이빈 (Cravin), ZWOO, 소리, ALOHA, 재환, 네츄럴조이 | 3:26      |
| 총 재생 시간 | 총 재생 시간             | 총 재생 시간                                           | 총 재생 시간                                           | 6:52      |

### Part.2
| #            | 제목                            | 작사         | 작곡         | 편곡 | 재생 시간 |
| ------------ | ------------------------------- | ------------ | ------------ | ---- | --------- |
| 1.           | 〈사랑스러워〉 (신비(여자친구)) | 윤사라       | 주영훈       | 4:12 |           |
| 2.           | 〈사랑스러워 (Inst.)〉          |              | 주영훈       | 4:12 |           |
| 총 재생 시간 | 총 재생 시간                    | 총 재생 시간 | 총 재생 시간 | 8:24 |           |

### Part.3
| #            | 제목                         | 작사               | 작곡               | 편곡 | 재생 시간 |
| ------------ | ---------------------------- | ------------------ | ------------------ | ---- | --------- |
| 1.           | 〈나의 낮 나의 밤〉 (하현상) | 꿀단지 (Honey Pot) | 꿀단지 (Honey Pot) | 3:50 |           |
| 2.           | 〈나의 낮 나의 밤 (Inst.)〉  |                    | 꿀단지 (Honey Pot) | 3:50 |           |
| 총 재생 시간 | 총 재생 시간                 | 총 재생 시간       | 총 재생 시간       | 7:00 |           |